# Place Bolotnaïa

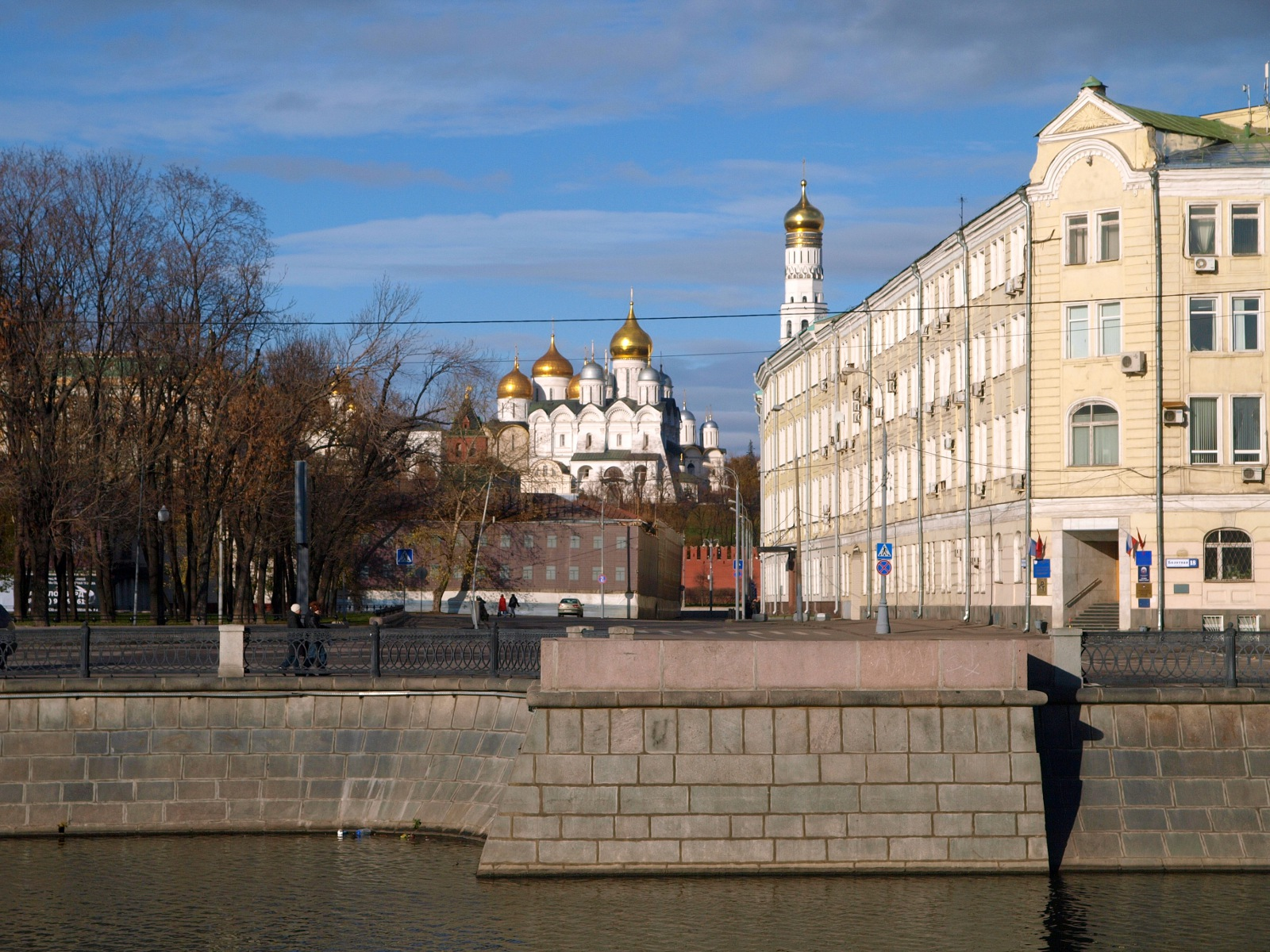
La partie est de la place (côté gauche de l'image), avec le Kremlin en arrière-plan.

La place Bolotnaïa (en russe : Болотная площадь, Bolotnaya ploshchad) est une place du centre de Moscou, dans le district de Iakimanka, en face du Kremlin de Moscou, entre la Moskova (au nord) et le canal Vodootvodny (au sud).
La place porte le nom de place Répine entre 1962 et 1994, en hommage à l'artiste russe Ilia Répine.
Espace vert prisé des Moscovites, elle est aussi le lieu de nombreuses manifestations et rassemblements d'opposition.

## Situation
La place est située dans le district de Iakimanka, dans le centre de Moscou, en face du Kremlin. Elle est entourée par la Moskova (au nord) et le canal Vodootvodny (au sud).
La place est délimitée par le quai Bolotnaïa sur le canal, au sud, par la rue Serafimovitcha et la Maison sur la digue à l'ouest, et par la rue Bolotnaïa au nord et à l'est. Elle est entourée d'immeubles de bureaux. Conçue comme un espace ouvert piétonnier, c'est l'un des rares lieux composé d'espaces verts dans le Moscou post-soviétique.

## Histoire

### Moyen Âge et Époque moderne
Le nom de la zone, Boloto (qui signifie littéralement « le marais »), est attesté dès le XIVe siècle, lorsqu'elle est située dans les prairies sur la rive basse de la rivière Moskova et fréquemment inondée. Elle appartient au district de Zamoskvoretchie, au sud du fleuve, et devient une zone urbanisée bien plus tard que la rive gauche du fleuve, où se trouve le Kremlin.
La place est fréquemment utilisée pour des exécutions publiques, notamment celles du célèbre rebelle Stenka Razine en 1671 et d'Emelian Pougatchev, chef d'une rébellion paysanne, qui y est exécuté en 1775. Il s'agit de la dernière exécution publique sur la place. La zone est régulièrement inondée jusqu'au début du XXe siècle. Le canal Vodootvodny est creusé pour normaliser la situation.
Au XIXe siècle, le quartier est agrandi avec la construction de maisons et d'entrepôts de commerçants locaux, dont certains sont encore intacts.

### Période contemporaine

Composition statuaire de Mikhaïl Chemiakine

En 1958, un monument dédié à Ilia Répine, peintre russe d'origine ukrainienne, est construit au centre de la place. Quatre ans plus tard, en 1962, la place est même rebaptisée place Répine. En 1994, en même que d'autres rues et places du centre historique de Moscou, elle est renommée et prend le nom de place Bolotnaïa. En 2001, l'ensemble sculptural Les enfants sont les victimes des vices des adultes, réalisé par Mikhaïl Chemiakine, est inauguré sur la place. Il est financé par l'entreprise pétrolière Rosneft, dont le siège est situé sur la place.
Plusieurs programmes de renouvellement urbain incluent la place Bolotnaïa, notamment sous l'ère Loujkov, en 1996 et 2007. Un projet prévoit même de creuser un tunnel et une extension du métro de Moscou, ainsi que l'aménagement de parkings souterrains, mais il est abandonné en raison de son coût financier, trop élevé dans un contexte de crise économique.
La place devient populaire auprès de la population moscovite à partir des années 2010, en raison des grands espaces verts qu'elle offre aux habitants l'été. Différents groupes de personnes, politisées ou non, s'y rassemblent, sans se mélanger.

### Manifestations et actions politiques
La place Bolotnaïa est le lieu de nombreux événements politiques et un point de rassemblement privilégié pour les militants.
Le 10 décembre 2011, entre 20 000 et 60 000 manifestants se rassemblent pendant plusieurs heures sur la place dans le cadre de protestations de masse. Ils dénoncent des fraudes massives lors des élections législatives de 2011. Il s'agit de la plus grande manifestation organisée à Moscou depuis l'effondrement de l'URSS dans les années 1990,. Initialement, les manifestants souhaitaient investir la place de la Révolution, mais des négociations avec la mairie aboutissent au choix de la place Bolotnaïa ; cette concession mécontente certains opposants, comme les partisans d'Édouard Limonov, qui ne souhaitent pas « aller dans le marais ». Limonov trouve également la place trop petite pour accueillir un grand nombre de manifestants.
Le 6 mai 2012, la manifestation « Marche des millions », qui s'oppose au retour de Vladimir Poutine au pouvoir, à la veille de son investiture, est violemment réprimée par la police. C'est le point de départ de l'affaire Bolotnaïa. Pour Evguenia Abramova, « le design urbain a également été utilisé comme outil de répression politique », en faisant des manifestants les « prisonniers du marais ».
Des restrictions aux manifestations sont mises en place par le maire Iouri Loujkov en 2004 et 2007, prétendument pour des raisons de sécurité, ainsi qu'à l'échelon fédéral. Elles ont pour but de les « entraver avec des réglementations bureaucratiques ».

## Galerie

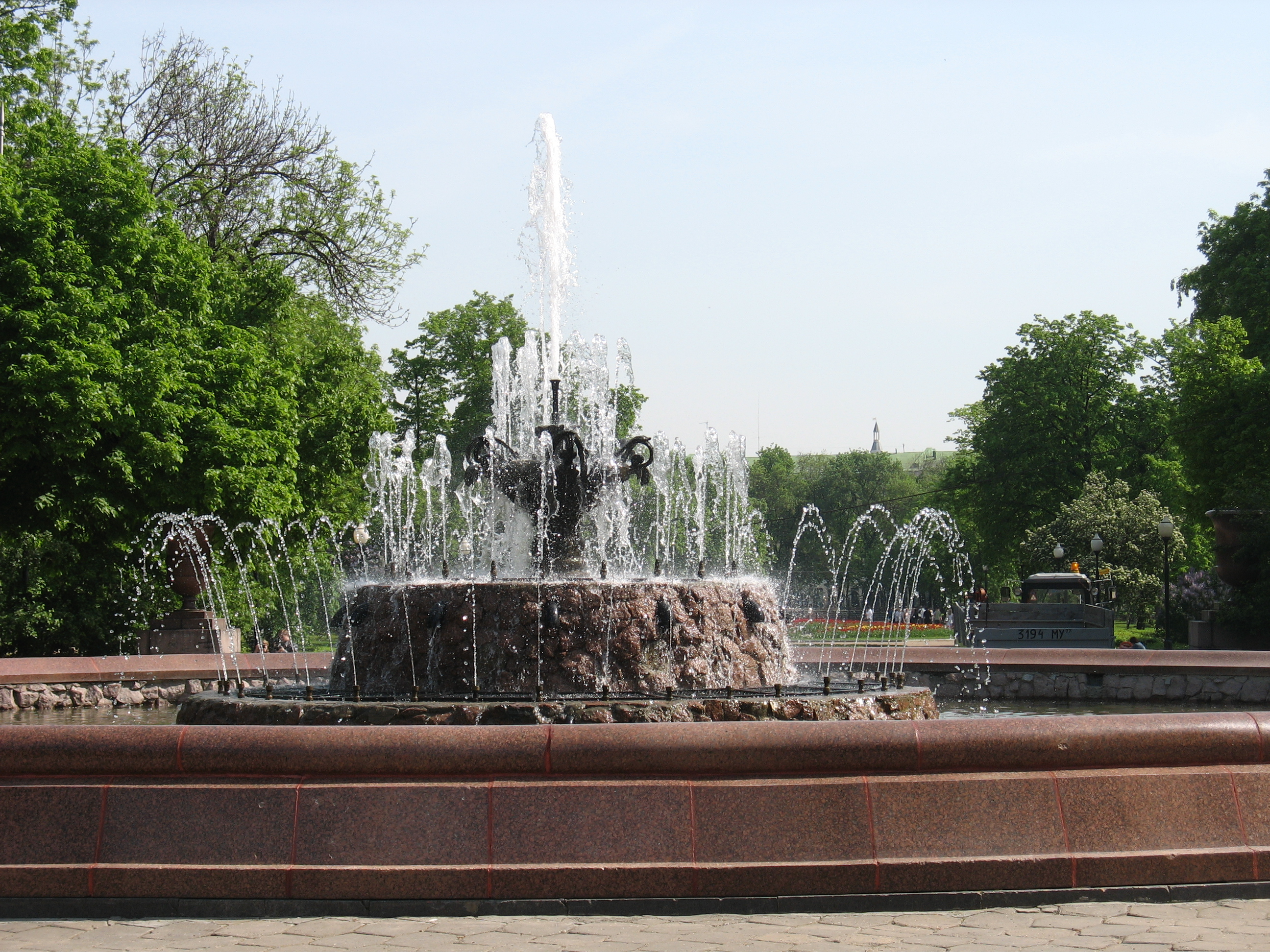
Fontaine Répine
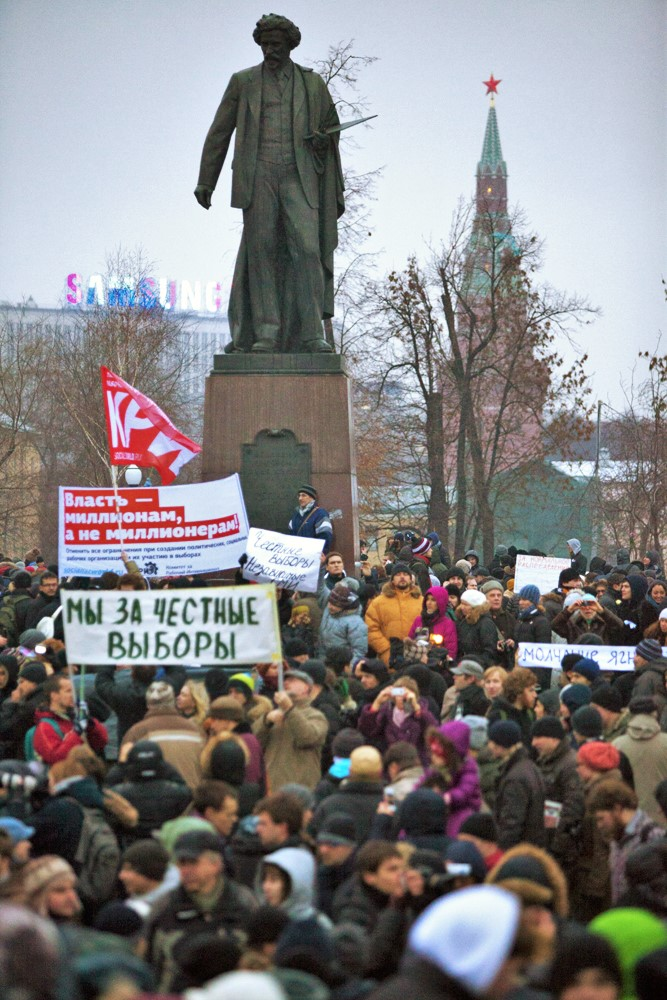
Manifestants autour du monument à Ilia Répine lors des manifestations russes de 2011.